# Ausweichsitz der bayerischen Staatsregierung
Der Ausweichsitz der bayerischen Staatsregierung befand sich auf dem Gelände der Staatlichen Feuerwehrschule Geretsried in der oberbayerischen Stadt Geretsried im Landkreis Bad Tölz-Wolfratshausen.
Der Bunker wurde 1976 in der Zeit des Kalten Kriegs eröffnet und war sowohl für den Kriegsfall als auch für den Fall innerpolitischer Krisen ausgelegt. Er war für den Ministerpräsidenten und eine verkleinerte Regierungsmannschaft der bayerischen Staatsregierung bestimmt. Er war für 178 Menschen ausgelegt. Das eigentliche Lagezentrum und die Arbeitsräume des Ausweichquartiers lagen oberirdisch in einem Gebäude auf dem Gelände.
Der Bunker wurde 1992 stillgelegt und wird spätestens seit 2011 als Archivraum genutzt.